# Stanca Radu
Stanca Radu (n. 6 iulie 1984, București) este o regizoare și scenaristă română. În 2007 a primit Marele Premiu Cinemaiubit pentrul scurtmetrajul Ștefan.

## Filmografie

### Ca regizor
- Ștefan[4] (2007) (împreună cu scenarista Simona Ghiță)
- Pentru el (2008)
- 30-40-50 (2011) (împreună cu regizoarele Iulia Rugină și Eva Pervolovici)
- Experimentul timp[5] (2011) (împreună cu regizoarea Cristina Iliescu)
- Daniel Vera[6] (2012)

### Ca asistent regie
- Hârtia va fi albastră (2006)
- Acasă (2007)
- Contra timp (2008)
- Felicia, înainte de toate (2009)